# Devetina
Devetina (szerbül: Деветина), település Bosznia-Hercegovinában, Laktaši községben, Bosanska krajina területén, a Szerb Köztársaságban. 

## Fekvése
Bosznia-Hercegovina északi részén, Banja Lukától légvonalban 20, közúton 28 km-re északkeletre, községközpontjától légvonalban 10, közúton 15 km-re délkeletre, 199-381 méteres magasságban fekszik.  Ljubatovcitól a Kremenjak domb (316 m tengerszint feletti magassággal), Crkvene (Drenjika) falutól pedig a Bair-fennsík (381 m tengerszint feletti magassággal) választja el, ahol vallási ünnepek alkalmával gyülekeztek a fiatalok. A Laktašihoz tartozó Aleksići, Boškovići, Miloševci, Drugovići és Ljubatovci, valamint a Prnjavor községhez tartozó Hrvaćani, Crkvena (Drenjik) és Skakavci falvakkal határos. A leghíresebb forrás a Vržina, amely a falu nagy részét ellátja ivóvízzel. A Vučijak és Rijeka vízfolyások ma is ismertek. Devetina két részre oszlik: az egyikben többségben az ukránok élnek, akiket még az osztrák-magyar kormány telepített oda, a másikban pedig egy roma népcsoport, a karavlák élnek. A két résznek nincs érintkezési pontja egymással.

## Népessége
| Nemzetiségi csoport | Népesség 1991 | Népesség 2013 |
| ------------------- | ------------- | ------------- |
| Szerb               | 297           | 45            |
| Bosnyák             | 0             | 0             |
| Horvát              | 18            | 9             |
| Jugoszláv           | 11            | 1             |
| Egyéb               | 153           | 99            |
| Összesen            | 479           | 154           |

## Története
A település 1878-ig tartozott az Oszmán Birodalomhoz, ekkor a berlini kongresszus határozata alapján az Osztrák-Magyar Monarchia része lett. Az osztrák-magyar uralom idején görög katolikus ukránok és római katolikus lengyelek telepedtek le a falu területén, ahol az ukránok egy része ma is él. Az első ukránok a 19. század végén (1895 körül) vándoroltak be Galíciából. 1910-ben a Banja Luka-i járáshoz tartozó településen 180 háztartást, 568 görög katolikus és 482 római katolikus lakost találtak. A monarchia szétesésével 1918-ban előbb a Szerb-Horvát-Szlovén Királyság, majd 1929-től a Jugoszláv Királyság része. 1921-ben a községnek 207 háztartása és 1191 lakosa volt. Az 1929-es törvény értelmében, amikor Bosznia-Hercegovinát négy banovinára, Drinskára, Vrbaskára, Zetskára és Primorskára osztották, a település a Vrbaska banovina része lett, amelynek székhelye Banja Luka volt. 
Jugoszlávia megszállása után a Független Horvát Állam (NDH) része lett. A második világháború után a szocialista Jugoszláviához tartozott. A karavlák 1946. augusztus 15-én kezdtek betelepülni, a Lengyelországba visszaköltöző lengyelek helyére. Abban az évben sok lengyel család költözött vissza hazájába. Az akkori hatóságok az elhagyott házakat a karavláknak adták. Devetinára Visoko környékéről érkeztek először ezek a családok. A karavlák mivel nem voltak szakképzett gazdák, főként asztalosmunkákkal foglalkoztak. Fából készítettek árukat. A nők a közeli falvakba, a férfiak a távolabbi falvakba és a közeli városokba mentek lovas kocsikkal árusítani termékeiket. A kavarlák házai Lukići, Stankovići, Jovanovići, Đorđevići, Petrovići településrészeken találhatók, míg az ukránok házai az út mentén és többnyire a templom közelében épültek. A daytoni békeszerződést követő területfelosztásnál Laktaši község részeként a Szerb Köztársaság területéhez került.

## Gazdaság
Devetina mai lakossága mezőgazdasággal foglalkozik, illetve nagy része külföldön, nagyrészt Ausztriában dolgozik.

## Oktatás
Az első iskola Devetinán 1931-ben nyílt meg, és egészen a második világháború kezdetéig működött. Az iskola épületében 1972-től 1979-ig tartottak tanórákat, ma pedig alkalmi ifjúsági összejövetelekre szolgál (szociális központ). A gyerekek Hrvaćaniba járnak általános iskolába.

## Infrastruktúra
A falun mintegy nyolc kilométer hosszú út halad át, amelyből valamivel több, mint három kilométert 2000-ben aszfaltoztak. A falu 1972-ben kapott áramot, 2004-ben telefonkapcsolatot. A Krndija dombon (317 m tengerszint feletti magasságban) vannak a távközlési átjátszók. Kereskedelmi, vagy vendéglátó létesítmény nincs a településen.

## Nevezetességei
- A faluban kilenc sziklaképződmény található (nyolc a Cerik erdőben, a kilencedik a templom mögötti erdőben). Úgy tartják, hogy a falu nevét ezekről a szokatlan kőalakzatokról kapta. Nincs bizonyíték arra, hogy ezek egy olyan templom maradványai lennének, amely a közhiedelem szerint több évszázaddal ezelőtt ott állt. Egy legenda kering a lakosság körében, hogy a falu kilenc hősről kapta a nevét, akik egyetlen fakanállal ettek azon a helyen, ahol a sziklák állnak. Egy másik, hasonló legenda szerint kilenc hős van a sziklák alatt eltemetve. A harmadik azt mondja, hogy a Crni vrh-i óriások kilenc követ dobtak el. A falu nevének legreálisabb magyarázata a kilenc magaslatból származik (domb), amelyek a környező falvakból is jól láthatók.[3]

- Devetinán 1902-ben lengyel-ukrán templom épült, melyet megosztottak egymás között. Amikor 1936-ban nézeteltérések támadtak, az ukránok új templomot építettek mellé. Ez a jelenlegi ukrán görögkatolikus Boldogságos Szűz Mária Mennybemenetele templom. A lengyelek távozásakor lebontott első lengyel-ukrán templom alapjai ma is láthatók.[3]

- Devetina a minden évben a nyári hónapokban megrendezésre kerülő ukrán kulturális rendezvényről, a Cservona Kalenáról ismert, amelyre az egykori Jugoszlávia számos pontjáról érkeznek ukránok és számos vendég.[3]